# Балинтавак Эскрима
Балинтавак, также известный как Балинтавак Эскрима или Балинтавак Арнис — стиль Филиппинских Боевых Искусств, созданный Венансио Баконом (исп. Venancio Bacon) в 1950 на основе знаний, полученных от Лоренсо Сааведры. Название системе было дано по названию клуба самообороны Балинтавак в городе Себу, где её преподавали. В свою очередь клуб получил своё название от улицы, на которой располагался, улицы Балинтавак (англ. Balintawak Street), где тренировали мастера Балинтавак.

## История
В начале 20-го столетия закончился период колонизации Филиппин Испанией, длившийся 300 лет. Но на их место пришли Американцы. В это время перемен в 1912 году родился Венансио Бакон в городе Каркар провинции Себу. Он вырос в городке Сан Николас, недалеко от Себу Сити, и впоследствии стал одним из самых влиятельных и известных эскримадоров на Филиппинах. Он изучал эскриму в 1920-м ещё будучи подростком. Но формирование его как эскримадора произошло в городке Сан Николас. Судьба заводила Венансио к участию в боях на смерть Хуэго Тодо, многочисленных поединках; в конце концов он даже оказался в тюрьме.
Единственным учителем Бакона был Лоренсо Сааведра, из Сан Николас, который основал Клуб Фехтования Лабангон. В это время существовало уже много разнообразных стилей эскримы, Сааведра называл свою систему Корто Линеар, хотя и был известен своим мастерством в других стилях. Лучшими учениками Лоренсо были Теодоро Сааведра, его племянник, и Венансио Бакон. Существование клуба фехтования Лабангон тем не менее сошло на нет.

### Влияние Досе Парес
Клуб Досе Парес был создан в 1932 году. Изначально возглавлялся Лоренсо Сааведрой. В состав клуба входили три эскримадора из семьи Сааведра и девять из семьи Каньете. Досе парес (исп. «двенадцать пар») означают двенадцать секторов атак и защит, формирующих фундамент системы. Досе Парес также символизирует двенадцать пар, упомянутых в средневековых легендах рыцарей или паладинов Карла Великого. Венансио Бакон был также одним из первых членов клуба, но спустя несколько месяцев покинул клуб, аргументировав уход неэффективностью системы Досе Парес.

### Вторая мировая война
Вторая мировая война дошла до Филиппин в начале 1940 года. C началом японской оккупации многие эскримадоры стали партизанами и использовали своё искусство для защиты своего народа. В это время Теодоро Сааведра погиб от рук японских солдат.
После войны, в 1952 году, Бакон вместе с Винсенте Атильо, Делфином Лопесом, Хесусом Чуи, Тимотео Маранга, Лоренсо Гонсалесом, Исидоро Бардиласом, Андресом Олаибар, и ещё несколькими людьми, основал новый клуб, и назвал его Клуб Самозащиты Балинтавак (по названию улицы). Тренировки новый клуба проходили во дворе магазина часов, владельцем которого был Эдуардо Бакули, один из студентов Бакона. Магазин находился в небольшом переулке в Колон Стрит, и назывался улица Балинтавак.

### Золотой век
Период с 1950-е и 1960-е называют «Золотым Веком» эскримы в Себу. Эскримадоры из различных школ, преимущественно двух уже ранее упомянутых, «проверяли» боевые навыки друг друга в поединках и стычках. Это приводило не только к травмам, но и к смертям.
Некоторые поединки были открытыми и честными, но случались и бесчестные предательские нападения. Винсент «Интинг» Карин из Досе Парес
подвергся атаке многочисленных нападающих, пострадав сам, сумел использовать стиль Балинтавак и нанести многочисленные тяжелые травмы, частично приведшие к летальным последствиям, и отбиться от нападающих. Делфин Лопес получил смертельный удар ножом в спину. Венансио Бакон попал в засаду в темноте, когда возвращался домой в Лабангон. Он убил нападавшего на него.

### Лишение свободы и условно-досрочное освобождение
Бакон был осужден за убийство напавшего на него с ножом человека, и, несмотря на случай самообороны, судья решил что опыта и мастерства Бакона было достаточно, чтобы не доводить схватку до летального исхода. Бакон получил условно-досрочное освобождение в середине 1970-х. Вернувшись в Себу, он продолжил тренировать студентов, заботясь о поддержании высокого качества обучения. Бакон регулярно посещал занятия, которые проводили Хосе Вильясин и Теофило Велес. Спустя несколько лет Венансио Бакон умер.

### Систематизация программы обучения
После смерти мастера последователи начали систематизацию знаний по системе Балинтавак и составление программы обучения.
Одним из последователей был юрист Хосе Вильясин, который разбил систему на различные категории (группы) техник; студенты, наработавшие одну такую группу связанных техник, могли перейти к изучению следующей группы.
Из-за такого разделения возникло несколько отдельных школ Балинтавак. Многие студенты Бакона и некоторые из его и Сааведры (Досе Парес) учеников продолжили обучение старым способом «произвольных инструкций», в то время как Вильясин учил с использованием «групп» техник.
На сегодняшний день изначальная версия стиля Балинтавак, как преподавал его Венансио Бакон, не преподается, но есть различные группы Балинтавак, которые продолжают учить их версиям системы. Некоторые инструкторы используют систему «групп» техник, а некоторые продолжают обучать манере «одиночных» атак-защит, как это было изначально. Принципы и концепции Балинтавак были заимствованы многими другими стилями Филиппинских Боевых Искусств, например, известный мастер Реми Пресас, создатель стиля Модерн Арнис, обучался у Венансио Бакона.

## Программа обучения
В Балинтавак главным образом изучают искусство боя одной палкой, постоянно используют принцип парной «дуэльной» наработки; иногда во вторую руку берут дополнительную короткую палочку, подразумевая кинжал или нож (техника эспада и дага). Бакон разработал техники боя одной палкой на тренировках с участниками клуба Досе Парес ещё до Второй мировой войны, иногда он также использовал деревянный тренировочный кинжал, которым наносил удары противникам. Некоторые утверждают, что с нож у Бакона отобрал Сааведра, другие говорят, что его просто попросили не тренироваться с кинжалом.
Как бы то ни было, Бэакон с помощью Хосе Вильясина разработал и оптимизировал его техники, базирующиеся на работе одной палкой. Хосе Вильясин, основываясь на знаниях Бакона, разработал двенадцать базовых атак (углов, секторов атаки), которые в наши дни широко используются по всему миру.
В Балинтавак используются двенадцать базовых атак, которые составляют базис возможных атак палкой.
Эти двенадцать атак есть основа, на которой студент может строить и практиковать базовые, полу-продвинутые и продвинутые техники боя.
В градации Балинтавак эскрима существует только два официальных статуса. Для каждого звания техники разбиты на восемь уровней:
- Основы искусства (основная часть, освоение базовых техник)

Уровень 1 — 12 базовых атак
Уровень 2 — Защиты и контр-атаки
Уровень 3 — Система групп, «группинг»
Уровень 4 — Удары коротким концом палки
Уровень 5 — Обезоруживания
Уровень 6 — Полу-продвинутые техники
Все техники должны быть продемонстрированы с силой, скоростью, хорошим контролем и правильной механикой тела. Студент автоматически проваливает сдачу «Основ Искусства» в случае если: теряет палку при исполнении техник, нецензурно выражается или наносит случайный удар партнеру.
- Полноценный Инструктор

Уровень 7 — Продвинутая работа ногами
Уровень 8 — Инструкторский уровень
В основном, чтобы достигнуть статуса Полноценного Инструктора практикующий должен преподавать два или три года, потому что учащиеся у него студенты должны пройти и успешно сдать ступень «Основ Искусства», также они должны знать 24 техники боя с палкой.